# Piotr Kolesar
Piotr Kolesar (ur. 14 czerwca 1910 w Zakopanem, zm. 1940 tamże) – polski skoczek narciarski, reprezentant klubu TS Wisła Zakopane, trzykrotny uczestnik Mistrzostw Świata, konspirant wojenny.
Profesjonalna kariera zawodnicza Kolesara zaczęła się w 1929 i trwała do rozpoczęcia II wojny światowej.
MŚ 1929 zakończył z 36. miejscem w kombinacji. W 1939 zwyciężył w Memoriale śp. por. Zbigniewa Wóycickiego. W 1933 zdobył złoto na Mistrzostwach Węgier i brąz na Mistrzostwach Czechosłowacji. Wziął udział w Mistrzostwach Świata 1934, gdzie zajął 34. miejsce, po skokach na 40,5 m i 49 m. Na MŚ 1935 był 27., oddając skoki na 46 m i 45,5 m. Następnie został zdyskwalifikowany na rok przez Polski Związek Narciarski za obrażenie kierownictwa centrum szkoleniowego Natomiast w rozgrywanym w jego rodzinnym Zakopanem MŚ 1939 był 22., skacząc na 57 m i 65 m.
W trakcie II wojny światowej był kurierem, został zamordowany w 1940 podczas śledztwa w Palace, siedzibie gestapo w Zakopanem.

## Osiągnięcia

### Mistrzostwa świata
| Miejsce | Dzień     | Rok  | Miejscowość   | Skocznia       | Punkt K | Skok 1 | Skok 2 | Nota      | Strata   | Zwycięzca          |
| ------- | --------- | ---- | ------------- | -------------- | ------- | ------ | ------ | --------- | -------- | ------------------ |
| 31.     | 5 lutego  | 1929 | Zakopane      | Wielka Krokiew | K-?     | 39,0 m | 41,0 m | 170,4 pkt | 56,8 pkt | Sigmund Ruud       |
| 61.     | 12 lutego | 1933 | Innsbruck     | Bergisel       | K-?     | 54,0 m | 56,0 m | 126,3 pkt | 97,7 pkt | Marcel Reymond     |
| 34.     | 20 lutego | 1934 | Sollefteå     | Hallstabacken  | K-?     | 40,5 m | 49,0 m | ? pkt     | ? pkt    | Kristian Johansson |
| 27.     | 13 lutego | 1935 | Wysokie Tatry | Jarolimak      | K-?     | 46,0 m | 45,5 m | ? pkt     | ? pkt    | Birger Ruud        |
| 22.     | 11 lutego | 1939 | Zakopane      | Wielka Krokiew | K-?     | 57,0 m | 65,9 m | ? pkt     | ? pkt    | Josef Bradl        |